# Šentjanž nad Dravčami
Šentjanž nad Dravčami (Duits: Sankt Johann ob Drautsch) is een plaats in Slovenië en maakt deel uit van de gemeente Vuzenica in de NUTS-3-regio Koroška. De plaats telde 238 inwoners op 1 januari 2020.